# 1994-es magyar fedett pályás atlétikai bajnokság
Az 1994-es magyar fedett pályás atlétikai bajnokság a 21. bajnokság volt. A gyalogló és a váltó számokat február 5-én a Budapest Sportcsarnokban,  a Samsung kupán rendezték meg. A többpróba bajnokságot január 28-29-én tartották az Olimpiai Csarnokban. A férfi 4 × 400 méteres váltóban az első helyen célba érkező TFSE (3:08,40) csapatában a ciprusi állampolgár Markulidisz Anninosz jogosulatlanul indult, ezért a TFSE csapatát megfosztották a bajnoki címtől. A bajnokságot a Zalaegerszeg nyerte meg.

## Naptár
Az ob eseményei helyi idő szerint (UTC +01:00):
| február 26., szombat | február 26., szombat   | február 27., vasárnap | február 27., vasárnap      |
| Idő                  | Esemény                | Idő                   | Esemény                    |
| -------------------- | ---------------------- | --------------------- | -------------------------- |
| 14:00                | rúdugrás férfi         | 13:30                 | hármasugrás férfi          |
| 14:30                | súlylökés férfi        | 14:00                 | 60 m gát női (ief)         |
| 14:30                | távolugrás férfi       | 14:15                 | 60 m gát férfi (ief)       |
| 15:00                | 60 m női (ief)         | 14:40                 | 60 m gát női (A-B döntő)   |
| 15:15                | 60 m férfi (ief)       | 14:55                 | 60 m gát férfi (A-B döntő) |
| 15:45                | 60 m női (A-B döntő)   | 15:10                 | 800 m női (if.)            |
| 15:45                | súlylökés női          | 15:10                 | távolugrás női             |
| 15:55                | 60 m férfi (A-B döntő) | 15:10                 | magasugrás férfi           |
| 16:10                | 1500 m női (if.)       | 15:25                 | 800 m férfi (if.)          |
| 16:10                | magasugrás női         | 15:45                 | 3000 m női (if.)           |
| 16:25                | 1500 m férfi (if.)     | 16:00                 | 3000 m férfi (if.)         |
| 16:25                | hármasugrás női        | 16:25                 | 200 m női (if.)            |
| 16:50                | 400 m női (if.)        | 16:40                 | 200 m férfi (if.)          |
| 17:10                | 400 m férfi (if.)      |                       |                            |

____
Magyarázat:
• if = időfutam • ief = előfutam

## Eredmények

### Férfiak
| Versenyszám      | Arany                                                             | Arany    | Ezüst                                                   | Ezüst    | Bronz                             | Bronz    |
| ---------------- | ----------------------------------------------------------------- | -------- | ------------------------------------------------------- | -------- | --------------------------------- | -------- |
| 60 m             | Rezák Pál Újpesti TE                                              | 6,70     | Karaffa László Bp. Honvéd                               | 6,83     | Sámi István Debreceni MTE         | 6,89     |
| 200 m            | Bédi Tibor Csepel                                                 | 21,72    | Sámi István Debreceni MTE                               | 21,95    | Kiss Gábor Zalaegerszegi AC       | 22,05    |
| 400 m            | Kiss Gábor Zalaegerszegi AC                                       | 48,51    | Együd László TFSE                                       | 48,63    | Szél Tibor Békéscsaba             | 48,88    |
| 800 m            | Szilágyi Tamás Debreceni MTE                                      | 1:54,34  | Töreki András TFSE                                      | 1:54,38  | Benkő Zsolt Újpesti TE            | 1:54,66  |
| 1500 m           | Banai Róbert Újpesti TE                                           | 3:54,45  | Benedek Zsolt BVSC                                      | 3:54,87  | Berkovics Imre BVSC               | 3:55,45  |
| 3000 m           | Berkovics Imre BVSC                                               | 8:18,36  | Kollár Csaba Újpesti TE                                 | 8:22,03  | Benedek Zsolt BVSC                | 8:26,75  |
| 4 × 400 m        | Bella Attila Both Vilmos Hajdú Sándor Kiss Gábor Zalaegerszegi AC | 3:19,31  | Kovács Lajos Füredi Péter Polgár Balázs Róth Miklós KSI | 3:20,55  | ARAK                              | 3:25,93  |
| 60 m gát         | Bédi Tibor Csepel                                                 | 7,84     | Csillag Levente Újpesti TE                              | 7,91     | Sárközi Lajos Szolnoki MÁV MTE    | 7,93     |
| 5000 m gyaloglás | Urbanik Sándor Tatabányai SC                                      | 18:56,05 | Dudás Gyula Szegedi VSE                                 | 19:35,66 | Faragó Károly Bp. Honvéd          | 20:17,84 |
| magasugrás       | Bakler Zoltán Mátyásföldi LTC                                     | 218 cm   | Tresch András BEAC                                      | 214 cm   | Zsivoczky Attila III. kerület TVE | 214 cm   |
| rúdugrás         | Farkas Zoltán Bp. Honvéd                                          | 541 cm   | Kovács L REAC                                           | 500 cm   | Szabó Dezső Újpesti TE            | 500 cm   |
| távolugrás       | Ordina Tibor Újpesti TE                                           | 780 cm   | Makó György Debreceni MTE                               | 779 cm   | Almási Csaba Újpesti TE           | 776 cm   |
| hármasugrás      | Czingler Zsolt Újpesti TE                                         | 16,38 m  | Földessy Csaba Ferencvárosi TC                          | 15,61 m  | Janovszky Zoltán Ferencvárosi TC  | 15,58 m  |
| súlylökés        | Kóczián Jenő Újpesti TE                                           | 18,23 m  | Kónyi Árpád Testvériség                                 | 17,26 m  | Pénzes Tamás Testvériség          | 16,81 m  |
| hétpróba         | Munkácsi Sándor Újpesti TE                                        | 5708     | Kürtösi Zsolt TFSE                                      | 5399     | Makszin Áron TFSE                 | 5020     |

### Nők
| Versenyszám      | Arany                                                                | Arany    | Ezüst                                                                       | Ezüst    | Bronz                                                                    | Bronz    |
| ---------------- | -------------------------------------------------------------------- | -------- | --------------------------------------------------------------------------- | -------- | ------------------------------------------------------------------------ | -------- |
| 60 m             | Barati Éva Bp. Honvéd                                                | 7,22     | Molnár Edit Újpesti TE                                                      | 7,31     | Steinmetz Éva Bp. Honvéd                                                 | 7,53     |
| 200 m            | Barati Éva Bp. Honvéd                                                | 24,49    | Mádai Mónika Zalaegerszegi AC                                               | 24,96    | Szakács Enikő KSI                                                        | 25,12    |
| 400 m            | Mádai Mónika Zalaegerszegi AC                                        | 55,60    | Szekeres Judit Szolnoki MÁV MTE                                             | 55,62    | Kurucz Andrea Újpesti TE                                                 | 55,90    |
| 800 m            | Mészáros Krisztina Bp. Honvéd                                        | 2:14,24  | Cseszánszky Szilvia Csepel                                                  | 2:14,82  | Csendes Ildikó Békéscsaba                                                | 2:15,52  |
| 1500 m           | Javos Anikó Újpesti TE                                               | 4:22,6   | Bartha Viktória Csepel                                                      | 4:23,6   | Tóth Mónika Csepel                                                       | 4:24,0   |
| 3000 m           | Javos Anikó Újpesti TE                                               | 9:29,94  | Tóth Mónika Csepel                                                          | 9:35,94  | Bartha Viktória Csepel                                                   | 9:48,52  |
| 4 × 400 m        | Szabó Andrea Steimetz Éva Mészáros Krisztina Barati Éva Bp. Honvéd I | 3:39,42  | Brünyi Orsolya Ináncsi Vera Eisenhoffer Ágnes Komlóssy Zsuzsa Bp. Honvéd II | 3:52,52  | Kalamár Andrea Reider Eszter Simon Orsolya Mádai Mónika Zalaegerszegi AC | 3:53,47  |
| 60 m gát         | Bálint Zita Csepel                                                   | 8,31     | Kalamár Andrea Zalaegerszegi AC                                             | 8,49     | Ináncsi Rita Bp. Honvéd                                                  | 8,51     |
| 3000 m gyaloglás | Rosza Mária Békéscsabai Előre                                        | 12:40,48 | Ilyés Ildikó Békéscsaba                                                     | 12:53,54 | Szebenszky Anikó Debreceni MTE                                           | 13:08,63 |
| magasugrás       | Fazekas Erzsébet Mátyásföldi LTC                                     | 185 cm   | Csapó Mónika Bp. Honvéd                                                     | 185 cm   | Ináncsi Rita Bp. Honvéd                                                  | 182 cm   |
| távolugrás       | Ináncsi Rita Bp. Honvéd                                              | 657 cm   | Szemerédi Eszter Olajbányász                                                | 597 cm   | Bálint Zita Csepel                                                       | 594 cm   |
| hármasugrás      | Dávid Noémi Tatabányai SC                                            | 12,62 m  | Pintér Ágnes Alba Regia AK                                                  | 12,50    | Szirbucz Andrea Újpesti TE                                               | 12,49 m  |
| súlylökés        | Dívós Katalin SZAC'93                                                | 14,89 m  | Ináncsi Rita Bp. Honvéd                                                     | 14,31 m  | Jánosi Viktória Testvériség                                              | 14,30 m  |
| ötpróba          | Ináncsi Rita Bp. Honvéd                                              | 4554     | Ináncsi Vera Bp. Honvéd                                                     | 3712     | Kiss Enikő Pécsi AC                                                      | 3669     |